# Scirpophaga xanthogastrella
Scirpophaga xanthogastrella là một loài bướm đêm trong họ Crambidae.